# 북반구

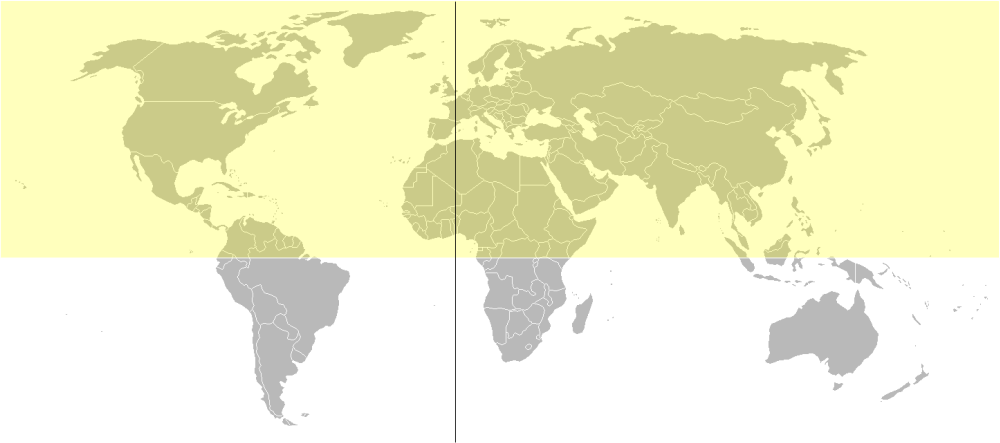
노란색 부분이 북반구이다

북반구(北半球, 영어: northern hemisphere)는 적도 이북의 반구를 말한다,  3월 20일부터 6월 22일까지가 봄이고, 6월 23일부터 9월 20일까지가 여름이고, 9월 21일부터 12월 20일까지가 가을이고 12월 21일부터 3월 19일까지가 겨울이다. 육지가 차지하는 비율이 39.4%로 남반구의 19.0%보다 많다. 전체 육지의 67.4%, 전체 인구의 90%가 북반구에 속한다.

## 대륙 목록

### 북반구 대륙
- 유럽 전역
- 아메리카 50%
- 아시아 다수 (동티모르, 인도네시아는 주로 남반구에 속하므로 제외)
- 아프리카의 약 2/3

## 같이 보기
- 남반구
- 반구
- 아프리카
- 아시아
- 아메리카
- 유럽
- 북극해
- 대서양
- 인도양
- 태평양